# Балаклавська сотня
Балаклавська сотня (англ. Hundred of Balaklava) — кадастрова одиниця сотні, розташована на півночі Аделаїдських рівнин у Південній Австралії, безпосередньо на південь від річки Вейкфілд. Це одна з восьми сотень округу Голер. Вона була названа у 1856 році губернатором Домініком Дейлі після битви під Балаклавою під час Кримської війни. Місто Балаклава знаходиться на крайньому північно-східному куті сотні.
У межах Балаклавської сотні (або значною мірою) розташовані такі населені пункти району Вейкфілдської ради:
- Балаклава (лише західний квадрант на південь від річки Вейкфілд)

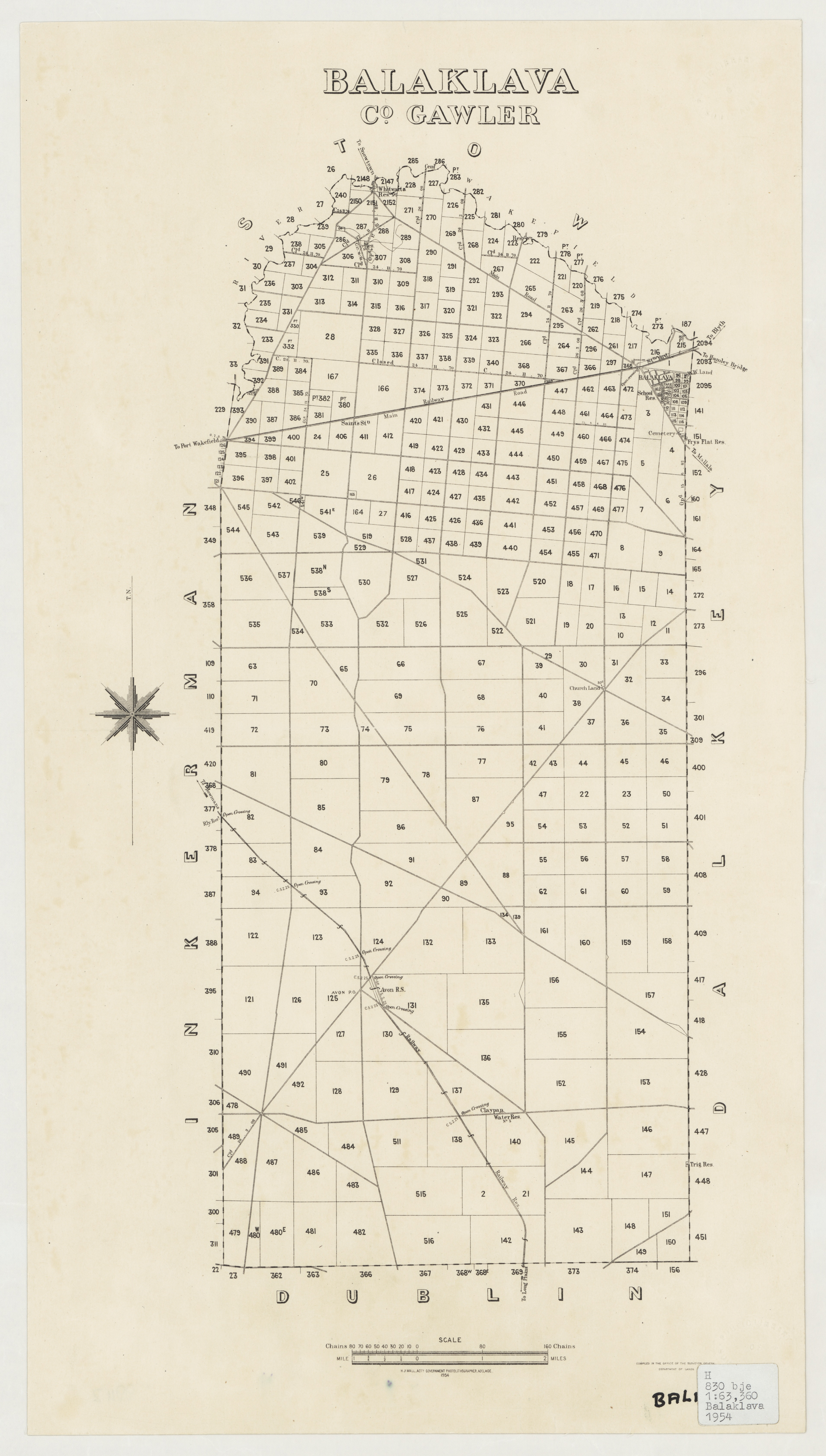
План Балаклавської сотні 1954 р

- Сантс
- Еріт
- Каллора (східна половина)
- Ейвон
- Пінері (західна половина)
- Ллонг-Плентс (північна половина)

## Місцевий уряд
Районна рада Балаклави була створена приблизно в 1870 році, довівши місцеве самоврядування до сотні. У 1983 році Рада Балаклави об'єдналася з Радою округу Порт-Вейкфілд і Овена, щоб передати сотню під управління нової Ради Району Вейкфілд-Плейнс. У 1997 році Вейкфілд-Плейнс і районна рада Бліт-Сноутауна були об'єднані, передавши сотню під управління нової регіональної ради Вейкфілда.